# جامعة ليونبورغ
جامعة ليونبورغ (بالإنجليزية: Lüneburg University)‏ هي جامعة في ألمانيا أسِّسَت عام 1946.

## إحصائيات
يبلغ عدد طلاب الجامعة 7,967 طالب.

## وصلات خارجية
- الموقع الإلكتروني